# Список умерших в 1976 году
В этой статье представлен список известных людей, умерших в 1976 году.
- См. также: Категория:Умершие в 1976 году

## Январь
- 1 января — Аминадав Каневский (77) — российский график, народный художник СССР.
- 1 января — Аббас Мамедов (59) — советский азербайджанский нефтяник, Герой Социалистического Труда.
- 2 января — Игорь Астапович (67) — советский астроном.
- 2 января — Иван Гавриш (61) — участник Великой Отечественной войны. Герой Советского Союза.
- 2 января — Андрей Кравченко (63) — участник Великой Отечественной войны. Герой Советского Союза.
- 3 января — Николай Вирта (69) — русский советский писатель.
- 3 января — Павел Поросенков (63) — участник Великой Отечественной войны. Герой Советского Союза.
- 4 января — Иван Семёнов (51) — участник Великой Отечественной войны. Герой Советского Союза.
- 5 января — Александр Иванов (66) — советский поэт и драматург, заслуженный работник культуры Карельской АССР.
- 6 января — Афрасияб Бадалбейли (68) — известный азербайджанский композитор, дирижёр, музыковед и публицист, народный артист Азербайджанской ССР, брат режиссёра Шамси Бадалбейли.
- 6 января — Михаил Пивоваров (60) — участник Великой Отечественной войны. Герой Советского Союза.
- 8 января — Михаил Васильев (53) — участник Великой Отечественной войны. Герой Советского Союза.
- 8 января — Пьер Жан Жув (88) — французский поэт, прозаик, эссеист, переводчик.
- 10 января — Иван Лешанов — участник Великой Отечественной войны. Герой Советского Союза.
- 11 января — Алексей Сорокин — советский военный врач, подполковник медицинской службы, врач-космонавт.
- 11 января — Марк Чарный (74) — российский литературовед.
- 11 января — Александр Южилин (58) — участник Великой Отечественной войны. Герой Советского Союза.
- 12 января — Агата Кристи (85) — английская писательница, одна из самых известных в мире авторов детективной прозы.
- 12 января — Курбан Дурды (58) — командир стрелкового отделения 389-го стрелкового полка 176-й стрелковой дивизии 9-й армии Южного фронта, младший сержант, Герой Советского Союза.
- 13 января — Николай Григорьев (57) — Герой Советского Союза.
- 14 января — Александр Рыжов (55) — Герой Советского Союза.
- 16 января — Глеб Бакланов (65) — советский военачальник, Герой Советского Союза, генерал-полковник.
- 16 января — Андрей Файт (72) — советский актёр театра и кино, заслуженный артист РСФСР (1950).
- 17 января — Вольдемар Акуратерс (54) — советский латвийский актёр.
- 17 января — Михаил Рудницкий (78) — советский кораблестроитель.
- 17 января — Василий Старостин (64) — Герой Советского Союза.
- 18 января — Барух Агадати — израильский танцовщик, хореограф, балетмейстер, художник, кинорежиссёр и продюсер.
- 20 января — Любовь Воронкова (69) — советская писательница, автор многих детских книг и цикла исторических повестей для детей.
- 20 января — Анатолий Щербак (51) — участник Великой Отечественной войны, Герой Советского Союза.
- 21 января — Иван Гусев (74) — участник Великой Отечественной войны, Герой Советского Союза.
- 22 января — Цецилия Мансурова (79) — актриса, педагог. Народная артистка СССР.
- 23 января — Александр Лысенко (65) — Герой Социалистического Труда
- 24 января — Олег Коряков (55) — русский советский детский писатель и писатель-фантаст, публицист, сценарист.
- 25 января — Мехти Кулиев (52) — участник Великой Отечественной войны, Герой Советского Союза.
- 26 января — Александр Поддавашкин (56) — участник Великой Отечественной войны, Герой Советского Союза.
- 26 января — Надежда Титаренко (72) — украинская советская театральная актриса.
- 26 января — Исер Унтерман (89) — верховный ашкеназский раввин Израиля.
- 29 января — Алексей Беленец (88) — советский государственный и партийный деятель, председатель Томского губернского организационного бюро РКП(б) (1920).
- 30 января — Василий Годзиашвили (70) — советский грузинский актёр, народный артист СССР.
- 31 января — Фернан Сарду (65) — французский певец и актёр, отец певца Мишеля Сарду.

## Февраль
- 1 февраля — Семен Бурман (67) — участник Великой Отечественной войны, командир пулеметного расчета 487-го стрелкового полка (143-я стрелковая дивизия, 47-я армия, 1-й Белорусский фронт), Полный кавалер ордена Славы.
- 1 февраля — Николай Быкасов (54) — Герой Советского Союза.
- 1 февраля — Вернер Гейзенберг (74) — немецкий физик-теоретик, один из создателей квантовой механики. Лауреат Нобелевской премии по физике.
- 1 февраля — Виктор Лазарев (78) — советский искусствовед.
- 2 февраля — Иван Ерёмин (51) — Герой Советского Союза.
- 4 февраля — Виктор Бордунов (55) — старший сержант Рабоче-крестьянской Красной Армии, участник Великой Отечественной войны, Герой Советского Союза.
- 4 февраля — Пётр Додогорский (67) — участник Великой Отечественной войны, Герой Советского Союза.
- 6 февраля — Николай Егоров (68) — генерал-полковник Советской Армии.
- 7 февраля — Николай Аржанов (62) — участник Великой Отечественной войны, Герой Советского Союза.
- 7 февраля — Дмитрий Панов (52) — участник Великой Отечественной войны, Герой Советского Союза.
- 8 февраля — Галина Кузнецова (75) — русская поэтесса и писательница, мемуаристка.
- 9 февраля — Борис Калачёв (72) — контр-адмирал Военно-морского флота СССР.
- 10 февраля — Виктор Струин (60) — разведчик 86-й тяжелой гаубичной бригады, Полный кавалер ордена Славы.
- 11 февраля — Франк Арнау (81) — немецкий писатель, антифашист.
- 12 февраля — Сэл Минео (37) — американский актёр; убийство.
- 12 февраля — Леонид Варпаховский (67) — советский режиссёр и сценарист, отец актрисы Анны Варпаховской.
- 12 февраля — Иван Моисеев (65) — Герой Советского Союза.
- 13 февраля — Алексей Мозгалёв (51) — Герой Советского Союза.
- 14 февраля — Владимир Молотков (72) — врач-патологоанатом, преподаватель Смоленского медицинского института, заслуженный деятель науки РСФСР.
- 15 февраля — Василий Шульгин (98) — российский политический и общественный деятель, публицист.
- 16 февраля — Роман Королёв (50) — Герой Советского Союза.
- 16 февраля — Абрам Модель (80) — советский шахматист, мастер спорта СССР.
- 17 февраля — Маттиас Кабурек (65) — австрийский футболист.
- 20 февраля — Павел Оровецкий (70) — украинский советский писатель, журналист.
- 20 февраля — Рафаил Таубин — советский учёный, доктор исторических наук, профессор Ульяновского государственного педагогического института имени И. Н. Ульянова.
- 21 февраля — Иван Алябьев (63) — участник Великой Отечественной войны, Полный кавалер ордена Славы.
- 22 февраля — Максим Шестаков (60) — Герой Советского Союза.
- 23 февраля — Николай Дашкиев (54) — украинский советский прозаик и поэт, в основном писавший в жанре фантастики.
- 23 февраля — Иехуда Эвен-Шмуэль — еврейский философ, лексикограф, израильский деятель культуры и писатель.
- 23 февраля — Пётр Стефановский (73) — военный летчик-испытатель 1 класса.
- 24 февраля — Григорий Дудин (62) — председатель колхоза «Большевик».
- 24 февраля — Александр Пешков (67) — Герой Советского Союза.
- 26 февраля — Виктор Ардов (75) —русский советский писатель-сатирик, драматург, сценарист, карикатурист.
- 27 февраля — Иван Сапалёв (63) — Герой Советского Союза.
- 28 февраля — Алихан тура (90) — первый президент Восточно-Туркестанской Революционной республики.
- 28 февраля — Юзеф Виттлин (79) — польский поэт, прозаик, эссеист, переводчик.
- 29 февраля — Фёдор Вершинин (70) — Герой Советского Союза.

## Март
- 1 марта — Сергей Боярский (59) — советский актёр.
- 2 марта — Александр Пчёлкин (58) — Герой Советского Союза.
- 3 марта — Владимир Симонович (56) — советский архитектор.
- 5 марта — Отто Тииф (86) — эстонский военный и политик.
- 6 марта — Василий Яременко (80) — украинский советский актёр.
- 7 марта — Ричард Диксон (70) — австралийский профсоюзный и партийный деятель.
- 7 марта — Арынгазы Кайсаканов (63) — советский политический деятель, 1-й секретарь Кзыл-Ординского областного комитета КП(б) — КП Казахстана (1952—1954).
- 7 марта — Нам Иль (62) — политический и государственный деятель КНДР.
- 8 марта — Иван Крашенинников (67) — Герой Советского Союза.
- 8 марта — Дмитрий Павликов (60) — советский солдат, артиллерист, Герой Советского Союза, полковник запаса.
- 8 марта — Альфонс Ребане (67) — эстонский и германский военный деятель.
- 10 марта — Андрис Андрейко (33) — советский спортсмен (шашки), международный гроссмейстер.
- 10 марта — Александр Ткачёв (68) — Полный кавалер Ордена славы.
- 11 марта — Борис Иофан (84) — известный советский архитектор.
- 11 марта — Александр Гладков (64) — русский драматург, киносценарист.
- 11 марта — Григорий Зорин — Герой Советского Союза.
- 12 марта — Максим Овчинников (70) — Герой Советского Союза.
- 12 марта — Давид Рондели (71) — советский грузинский кинорежиссёр и сценарист.
- 13 марта — Леонид Вигоров (63) — советский биохимик и физиолог растений.
- 17 марта — Лукино Висконти (69) — выдающийся итальянский режиссёр оперного театра и кино.
- 17 марта — Пётр Дмитриев (70) — Герой Советского Союза.
- 18 марта — Африкант Ерофеевский (58) — Герой Советского Союза.
- 19 марта — Алексей Мирошниченко (60) — Герой Советского Союза.
- 20 марта — Пётр Капустин (61) — Герой Советского Союза.
- 20 марта — Анатолий Мирович (61) — Герой Советского Союза.
- 21 марта — Александр Батюня (77) — советский военачальник, генерал-полковник.
- 22 марта — Сергей Смирнов (60) — писатель, историк, («Брестская крепость», 1957, и др. книги), телеведущий, общественный деятель эпохи «оттепели».
- 23 марта — Николай Стацюк (58) — Герой Советского Союза.
- 24 марта — Бернард Монтгомери (88) — британский фельдмаршал.
- 24 марта — Эрнест Шепард (96) — английский художник и книжный иллюстратор.
- 25 марта — Николай Кулаков (68) — Герой Советского Союза.
- 27 марта — Григорий Евишев (63) — Герой Советского Союза.
- 27 марта — Кямал Кязымов (51) — советский азербайджанский виноградарь. Герой Социалистического Труда.
- 27 марта — Мукагали Макатаев (45) — казахский советский писатель.
- 28 марта — Василий Самков (58) — воздушный стрелок самолёта Ил-2 74-го гвардейского штурмового авиационного полка, гвардии старший сержант.
- 29 марта — Алексей Пушанка (55) — советский военнослужащий. Участник Великой Отечественной войны. Герой Советского Союза.
- 29 марта — Яков Эльсберг (74) — советский литературовед и критик.
- 31 марта — Алексей Воробьев (53) — чувашский поэт и переводчик.
- 31 марта — Анатолий Головченко — Герой Советского Союза.

## Апрель
- 1 апреля — Лазарь Бодик (72) — украинский советский кинорежиссёр.
- 4 апреля — Леонид Вагин (71) — Герой Советского Союза.
- 4 апреля — Леонид Аряев (52) — советский украинский учёный анестезиолог-реаниматолог, доктор медицинских наук, профессор, полковник медицинской службы.
- 4 апреля — Гарри Найквист (87) — американский учёный шведского происхождения, один из пионеров теории информации.
- 5 апреля — Говард Хьюз (70) — американский промышленник-предприниматель, инженер, пионер и новатор американской авиации, режиссёр, кинопродюсер, один из самых богатых людей в мире.
- 6 апреля — Георгий Абзианидзе (68) — грузинский советский литературовед.
- 6 апреля — Карл Вайсенберг (82) — физик и один из первых реологов. Был членом Общества кайзера Вильгельма.
- 6 апреля — Рут Пламли Томпсон — американская детская писательница.
- 8 апреля — Марк Слоним (82) — русский писатель, публицист, критик.
- 8 апреля — Александр Тищенко (59) — Герой Советского Союза.
- 9 апреля — Александр Георгиев (62) — советский государственный и партийный деятель, 1-й секретарь Алтайского краевого комитета КПСС (1964—1976).
- 10 апреля — Василий Анисимов — Герой Советского Союза.
- 12 апреля — Фёдор Матвеев (52) — Герой Советского Союза.
- 13 апреля — Милий Езерский — советский писатель, автор исторической прозы.
- 14 апреля — Алексей Денисов (68) — Герой Советского Союза.
- 14 апреля — Дмитрий Зубович (66) — советский военный деятель, генерал-лейтенант.
- 15 апреля — Давид Элазар (50) — израильский полководец, начальник Генерального штаба Армии обороны Израиля с 1972 по 1974 год.
- 16 апреля — Александр Скворцов (56) — Герой Советского Союза.
- 16 апреля — Павел Шамардин (68) — Герой Советского Союза.
- 17 апреля — Исаак Жоров (78) — советский учёный-медик, хирург, один из основоположников советской анестезиологии и создатель первой советской анестезиологической школы.
- 17 апреля — Савва (Раевский) (84) — епископ Русской православной церкви заграницей, архиепископ Сиднейский и Австралийско-Новозеландский.
- 22 апреля — Иван Людников (73) — советский военачальник, Герой Советского Союза.
- 22 апреля — Жанна Маммен (85) — немецкая художница и график.
- 22 апреля — Вацловас Хомскис (66) — литовский, советский лимнолог и картограф.
- 23 апреля — Вера Кетлинская (69) — русская советская писательница.
- 23 апреля — Фёдор Ременной (51) — Герой Советского Союза.
- 23 апреля — Сергей Штеменко (69) — советский военный деятель.
- 26 апреля — Андрей Гречко (72) — советский военачальник, государственный и партийный деятель, Маршал Советского Союза, дважды Герой Советского Союза, Герой ЧССР.
- 28 апреля — Валентин Абрамов (54) — советский актёр театра и кино.
- 30 апреля — Владимир Готовцев (91) — советский актёр, народный артист РСФСР.
- 30 апреля — Иван Фролов (63) — Герой Советского Союза.

## Май
- 2 мая — Владимир Малышев (65) — советский литературовед.
- 2 мая — Сергей Утченко (67) — советский историк античности.
- 3 мая — Александр Лейтес (76) — советский литературный критик и литературовед.
- 4 мая — Толеу Басенов (66) — казахский советский архитектор, заслуженный строитель Казахской ССР.
- 4 мая — Пётр Ихалайнен (62) — советский политический деятель, министр просвещения Карело-Финской ССР (1951—1955).
- 5 мая — Георгий Дзоценидзе (66) — советский государственный и партийный деятель, председатель Президиума Верховного Совета Грузинской ССР (1959—1976), лауреат Сталинской и Ленинской премии
- 7 мая — Элисон Аттли (91) — английская писательница.
- 8 мая — Фёдор Калугин (56) — Герой Советского Союза.
- 8 или 9 мая — Ульрика Майнхоф (41) — западногерманская журналистка, педагог, социолог и теледокументалист, общественный деятель, одна из лидеров и теоретиков «Фракции Красной Армии» (РАФ); умерла в тюремной камере при не до конца выясненных обстоятельствах.
- 9 мая — Максим Воронков (74) — Герой Советского Союза.
- 10 мая — Иван Былинский (73) — председатель Совнаркома БССР, депутат Верховного Совета СССР 2-го созыва.
- 10 мая — Олег Ошенков (64) — советский футболист, тренер.
- 11 мая — Серафима Бирман (85) — актриса театра и кино, народная артистка РСФСР.
- 11 мая — Алвар Аалто (78) — финский архитектор и дизайнер, один из основоположников современного дизайна.
- 12 мая — Станислав Шварц (57) — советский зоолог и эколог, академик АН СССР.
- 15 мая — Михаил Гречуха (73) — украинский и советский политический деятель.
- 15 мая — Герман Жуковский (62) — советский композитор украинского происхождения.
- 16 мая — Иван Чистов (65) — Герой Советского Союза.
- 19 мая — Иван Каулько (63) — участник Великой Отечественной войны, начальник артиллерии 198-го гвардейского стрелкового полка 68-й гвардейской стрелковой дивизии 40-й армии Воронежского фронта, гвардии капитан. Герой Советского Союза .
- 20 мая — Ирина Зарубина (69) — актриса театра и кино, народная артистка РСФСР.
- 20 мая — Генри Пирс (70) — австралийский гребец (академическая гребля), двукратный олимпийский чемпион.
- 20 мая — Иван Серков (56) — Герой Советского Союза.
- 22 мая — Юрий Софиев (77) — русский поэт первой волны эмиграции.
- 23 мая — Пётр Малышев (65) — красноармеец Рабоче-крестьянской Красной Армии, участник Великой Отечественной войны, Герой Советского Союза.
- 24 мая — Геннадий Попов (58) — Герой Советского Союза.
- 26 мая — Мартин Хайдеггер (86) — выдающийся немецкий философ.
- 27 мая — Александр Фрумкин (80) — советский физикохимик, организатор науки, автор основополагающих работ в современной электрохимии.
- 28 мая — Ярослав Гороховатский (50) — советский украинский учёный-химик, доктор химических наук.
- 28 мая — Николай Грицюк (54) — советский художник.
- 29 мая — Иван Иванов — Герой Советского Союза.

## Июнь
- 3 июня — Револь Бунин (52) — советский композитор.
- 6 июня — Иван Ермаков (57) — Герой Советского Союза.
- 6 июня — Владимир Тихомиров (54) — Герой Советского Союза.
- 7 июня — Давид Василевский (80) — генерал-майор Советской Армии, участник Первой мировой, Гражданской и Великой Отечественной войн.
- 7 июня — Николай Гавришко (63) — Герой Советского Союза.
- 7 июня — Михаил Машара (73) — белорусский советский поэт.
- 8 июня — Измухамед Едильбаев (69) — советский государственный и партийный деятель, председатель Исполнительного комитета Кзыл-Ординского областного Совета (1954—1959).
- 8 июня — Михаил Катуков(75) — советский военачальник, Маршал бронетанковых войск, дважды Герой Советского Союза.
- 9 июня — Дмитрий Асмолов(71) — Полный кавалер ордена Славы.
- 10 июня — Анастасия Волкова (72) — командор первого женского автопробега в СССР.
- 10 июня — Иван Душкин (71) — Герой Советского Союза.
- 10 июня — Василий Крючёнкин (82) — советский военачальник, генерал-лейтенант.
- 12 июня — Пётр Корсаков — участник Великой Отечественной войны, Герой Советского Союза.
- 12 июня — Фёдор Чернов (57) — участник Великой Отечественной войны, Герой Советского Союза.
- 15 июня — Василий Мякотин (59) — участник Великой Отечественной войны, Герой Советского Союза.
- 15 июня — Валентин Юдин (52) — полный кавалер ордена Славы.
- 16 июня — Андрей Абашкин (57) — советский хозяйственный, государственный и политический деятель.
- 16 июня — Алексей Козлов (63) — капитан Рабоче-крестьянской Красной Армии, участник Великой Отечественной войны, Герой Советского Союза.
- 17 июня — Сэр Ричард Гардинер Кейзи (85) — британский государственный деятель, генерал-губернатор Австралии (1965—1969).
- 18 июня — Константин Богатырёв (51) — российский филолог, поэт-переводчик.
- 20 июня — Виталий Доронин (66) — советский актёр театра и кино, Заслуженный артист РСФСР (1954), Народный артист РСФСР (1964).
- 20 июня — Пётр Истратов (68) — участник Великой Отечественной войны, Герой Советского Союза.
- 21 июня — Михаил Павлов (71) — Герой Советского Союза.
- 22 июня — Тибор Чик (48) — венгерский боксёр-любитель, олимпийский чемпион 1948 года.
- 24 июня — Оскар Марикс (85) — советский белорусский театральный художник, живописец, педагог.
- 25 июня — Николай Баранов — Герой Советского Союза.
- 25 июня — Николай Киселёв (54) — советский политический деятель, 1-й секретарь Областного комитета КПСС Горно-Алтайской автономной области (1955—1960).
- 27 июня — Зара Левина (70) — российская советская пианистка и композитор.
- 28 июня — Яков Зак (62) — советский пианист и педагог, народный артист СССР.
- 29 июня — Михаил Карпов (69) — Герой Советского Союза.
- 29 июня — Василий Касиян (80) — советский украинский график.
- 30 июня — Ханс Круус (84) — советский эстонский ученый и государственный деятель, министр иностранных дел Эстонской ССР.

## Июль
- 1 июля — Георгий Бешнов (61) — Герой Советского Союза.
- 4 июля — Василий Голоулин (64) — Герой Советского Союза.
- 4 июля — Йонатан Нетаньяху (30) — израильский военный, подполковник, старший брат Биньямина Нетаньяху; погиб при исполнении служебных обязанностей во время освобождения заложников в аэропорту Энтеббе.
- 4 июля — Ури Михаэли — государственный и общественный деятель, один из основателей гражданской авиации в Эрец-Исраэль.
- 5 июля — Сергей Осипов (63) — Герой Советского Союза.
- 8 июля — Пётр Иванов (61) — слесарь-сборщик завода «Большевик» Ленинградского совнархоза. Герой Социалистического Труда.
- 11 июля — Николай Краковский (72) — советский хирург, ангиолог.
- 11 июля — Николай Пархоменко (64) — Полный кавалер Ордена Славы.
- 12 июля — Дмитрий Зюзин (54) — Герой Советского Союза.
- 12 июля — Гавриил Сафонов (78) — командир отделения саперного взвода.
- 13 июля — Алексей Кочубаров — Герой Советского Союза.
- 13 июля — Геннадий Цоколаев (59) — Герой Советского Союза.
- 14 июля — Цивия Любеткин (61) — еврейская общественная деятельница Варшавского гетто.
- 14 июля — Степан Щеглов (61) — Герой Советского Союза.
- 14 июля — Николай Экк (74) — советский режиссёр театра и кино, сценарист и актёр, заслуженный деятель искусств РСФСР (1973); поставил первый в СССР звуковой фильм «Путёвка в жизнь» (1931).
- 15 июля — Николай Мусхелишвили (85) — советский ученый, математик и механик, академик АН СССР.
- 16 июля — Александр Брыкин (81) — советский военно-морской деятель.
- 16 июля — Павел Доронин (67) — советский государственный и партийный деятель, 1-й секретарь Смоленского областного комитета КПСС (1954—1961).
- 16 июля — Антон Шелаев (52) — Герой Советского Союза.
- 17 июля — Давид Малян (72) — советский армянский актёр театра и кино, режиссёр, Народный артист СССР.
- 17 июля — Михаил Яншин (73) — советский актёр театра и кино, режиссёр, Народный артист СССР (1955), один из самых ярких представителей «второго поколения» артистов МХАТа.
- 19 июля — Арнольд Азрикан (70) — советский оперный певец.
- 19 июля — Василий Городецкий (72) — Герой Советского Союза.
- 19 июля — Николай Овчинников (58) — Герой Советского Союза.
- 21 июля — Степан Черняк (76) — советский военачальник. Герой Советского Союза.
- 22 июля — Евгений Петренко (57) — Герой Советского Союза.
- 23 июля — Поль Моран (88) — французский писатель, дипломат, член Французской Академии.
- 24 июля — Виктор Ван Сомерен — зоолог и энтомолог.
- 24 июля — Павел Здродовский (86) — советский микробиолог и иммунолог, доктор медицинских наук.
- 25 июля — Василий Малыгин (70) — участник Великой Отечественной войны, Герой Советского Союза.
- 25 июля — Адам Петушков (58) — полковник Советской Армии, участник Великой Отечественной войны, Герой Советского Союза.
- 26 июля — Николай Носов (67) — советский прозаик, драматург, киносценарист, автор сказочных произведений.
- 26 июля — Абрам Роом (82) — советский кинорежиссёр, сценарист, актёр, народный артист РСФСР (1965).
- 28 июля — Пётр Голиченков (55) — участник Великой Отечественной войны, Герой Советского Союза.
- 29 июля — Александр Шаповалов (59) — участник Великой Отечественной войны, Герой Советского Союза.
- 30 июля — Геворк Акопянц (56) — советский офицер, участник Великой Отечественной войны, Герой Советского Союза.
- 31 июля — Карл Андерсон (77) — кадровый офицер Советской Армии, активный участник Гражданской войны, участник Великой Отечественной войны, гвардии полковник.
- 31 июля — Всеволод Ковальчук (67) — советский украинский оператор документального кино.

## Август
- 2 августа — Фриц Ланг (85) — знаменитый немецкий кинорежиссёр австрийского происхождения («Метрополис» и др. фильмы).
- 3 августа — Михаил Герасименко (54) — Герой Советского Союза.
- 3 августа — Пётр Крахмалёв (57) — Полный кавалер ордена Славы.
- 3 августа — Валерий Саблин (37) — офицер Балтийского флота, капитан 3-го ранга, инициировавший восстание на корабле «Сторожевой» в ноябре 1975 года; расстрелян.
- 4 августа — Николай Абрамов (51) — Герой Советского Союза.
- 4 августа — Николай Галицкий (57) — Герой Советского Союза.
- 4 августа — Михаил Луконин (57) — русский советский поэт.
- 4 августа — Николай Покровский (67) — Герой Советского Союза.
- 5 августа — Иосиф Петченко (74) — Герой Советского Союза.
- 6 августа — Фёдор Прудченков (64) — Герой Советского Союза
- 6 августа — Григорий Пятигорский (73) — советский и американский виолончелист.
- 8 августа — Георгий Бибиков (72) — российский советский живописец, график, иллюстратор, монументалист и театральный художник, член Ленинградского Союза художников.
- 8 августа — Дмитрий Воробьёв (72) — советский украинский учёный-лесовед.
- 8 августа — Эдди Рознер (66) — джазовый трубач, скрипач, дирижёр, композитор и аранжировщик.
- 9 августа — Герман Зассе (81) — лютеранский пастор, конфессиональный теолог и писатель.
- 9 августа — Иван Мележ (55) — белорусский писатель.
- 11 августа — Вера Матвеева (30) — русская поэтесса, бард.
- 12 августа — Александр Буслаев — советский цирковой артист, мотогонщик, дрессировщик львов.
- 13 августа — Василий Иванов (55) — Герой Советского Союза.
- 19 августа — Степан Гжицкий (76) — украинский советский ученый.
- 19 августа — Александр Малиновский (61) — советский архитектор, член Союза архитекторов УССР.
- 20 августа — Владимир Дружинин (68) — участник Великой Отечественной войны, Герой Советского Союза.
- 20 августа — Александр Казаков (54) — участник Великой Отечественной войны, Герой Советского Союза.
- 21 августа — Дмитрий Емельянов (63) — участник Великой Отечественной войны, Герой Советского Союза.
- 24 августа — Пётр Кузнецов (59) — младший лейтенант Рабоче-крестьянской Красной Армии, участник Великой Отечественной войны, Герой Советского Союза.
- 25 августа — Михаил Каргер (73) — советский историк архитектуры.
- 25 августа — Григорий Осмоловский (67) — советский энтомолог, профессор.
- 28 августа — Вальтер Айдлиц (84) — австрийский писатель, поэт, драматург, индолог и кришнаитский религиозный деятель.
- 30 августа — Владимир Кайе-Кисилевский (80) — канадский государственный служащий.
- 30 августа — Пётр Кошевой (71) — Дважды Герой Советского Союза.
- 30 августа — Пол Лазарсфельд (75) — американский социолог, одним из первых начавший изучать массмедиа как

отдельное явление.
- 30 августа — Пинхус Турьян (80) — Герой Советского Союза.
- 31 августа — Марк Вишняк (93) — российский юрист, публицист. Член партии социалистов-революционеров.

## Сентябрь
- 1 сентября — Алексей Белов (64) — Герой Советского Союза.
- 1 сентября — Цви Гершони (61) — израильский политический деятель.
- 2 сентября — Пётр Спикин (58) — Герой Советского Союза.
- 3 сентября — Исай Никифоров (61) — советский якутский писатель и журналист.
- 5 сентября — Магомед Гамзатов — Герой Советского Союза.
- 5 сентября — Александр Иванов (60) — участник Великой Отечественной войны. Полный кавалер ордена Славы.
- 6 сентября — Андрей Попов (59) — Герой Советского Союза.
- 6 сентября — Валентин Попов (82) — советский украинский учёный, доктор географических наук, профессор.
- 6 сентября — Василий Тихонов (67) — Герой Советского Союза.
- 8 сентября — Сергей Пушкарёв (73) — Герой Советского Союза.
- 9 сентября — Мао Цзэдун (82) — китайский государственный и политический деятель XX века, главный теоретик китайского коммунизма.
- 9 сентября — Иван Новиков (72) — Герой Советского Союза.
- 11 сентября — Амвросий (Сенишин) (73) — грекокатолический епископ.
- 12 сентября — Василий Вознюк (69) — гвардии генерал-полковник артиллерии.
- 12 сентября — Николай Кучеренко (68) — советский инженер-конструктор, один из создателей танка Т-34, инженер-полковник.
- 13 сентября — Ян Пейве (70) — советский политик, агрохимик, специалист в области растениеводства.
- 13 сентября — Владимир Петров (63) — Герой Советского Союза.
- 13 сентября — Иван Третьяк (70) — Герой Советского Союза.
- 14 сентября — Борис Афанасьев (56) — полковник Советской Армии, участник Великой Отечественной войны, Герой Советского Союза.
- 14 сентября — Николай Стойко (82) — российско-французский астроном.
- 15 сентября — Олег Солюс (61), советский актёр, заслуженный артист РСФСР, залуженный артист Таджикской ССР.
- 19 сентября — Иехезкиль Абрамский, раввин, талмудист, комментатор Тосефта. Лауреат Государственной премии Израиля.
- 20 сентября — Александр Пунчёнок — советский писатель.
- 20 сентября — Израиль Ямпольский (70) — советский музыковед, скрипач.
- 22 сентября — Василий Припутнев (60) — Герой Советского Союза.
- 23 сентября — Николай Горяйнов (52) — Герой Советского Союза.
- 23 сентября — Дмитрий Резуто (63) — Герой Советского Союза.
- 23 сентября — Борис Скитыба (63) — Герой Советского Союза.
- 25 сентября — Николай Кошаев (65) — Герой Советского Союза.
- 25 сентября — Степан Олексенко (71) — политический деятель.
- 27 сентября — Василий Телков (64) — полный кавалер ордена Славы.
- 30 сентября — Александр Пикалов (53) — Герой Советского Союза.
- 30 сентября — Иван Судаков (80) — генерал-майор.

## Октябрь
- 2 октября — Афанасий Дударь — Полный кавалер Ордена Славы.
- 2 октября — Алексей Матвеев — Герой Советского Союза.
- 3 октября — Николай Далёкий (66) — украинский и русский советский писатель и сценарист.
- 4 октября — Антонас Кончюс (85) — литовский трубач и музыкальный педагог.
- 8 октября — Корней Андрусенко (77) — Герой Советского Союза.
- 10 октября — Пантелей Тамуров (79) — заслуженный строитель СССР, архитектор, внесший существенный вклад в облик центра Донецка.
- 10 октября — Николай Никольчук (56) — Герой Советского Союза.
- 10 октября — Глеб Франк (72) — советский биофизик, академик АН СССР.
- 10 октября — Егор Чесноков (61) — Герой Советского Союза.
- 11 октября — Михаил Дука (67) — Герой Советского Союза, ветеран Великой Отечественной войны, один из руководителей партизанского движения на Брянщине.
- 11 октября — Александр Ермолаев (70) — Герой Советского Союза.
- 11 октября — Иван Сухов (69) — Герой Советского Союза.
- 12 октября — Аарон Гольдштейн (73) — израильский политик, депутат кнессета.
- 12 октября — Тууре Лехен (83) — финский и советский общественный и политический деятель, философ, журналист и переводчик.
- 13 октября — Иван Рышков (62) — Герой Советского Союза.
- 15 октября — Георгий Брант (72) — советский политический деятель, председатель Исполнительного комитета Владимирского областного Совета (1946—1951).
- 15 октября — Дмитрий Измайлович — русский и бразильский художник.
- 15 октября — Георгий Кубанский (69) — советский писатель.
- 15 октября — Джеймс Маколи (59) — австралийский поэт, журналист, литературный критик и видный деятель католицизма.
- 15 октября — Салях Кулибай (66) — башкирский советский писатель, драматург и журналист.
- 16 октября — Василий Болотов (68) — Герой Советского Союза.
- 17 октября — Радослав Островский (88) — деятель белорусской эмиграции, активно сотрудничавший с немцами в годы Великой Отечественной войны.
- 17 октября — Александр Хвыля (71) — советский актёр театра и кино.
- 18 октября — Пётр Перенко (54) — Герой Социалистического Труда.
- 20 октября — Владимир Кудашов — Герой Советского Союза.
- 20 октября — Пётр Тарахно — русский и советский артист цирка, куплетист-сатирик, клоун.
- 21 октября — Иван Новожилов (66) — Герой Советского Союза.
- 21 октября — Александр Петрушевский (78) — Герой Советского Союза.
- 21 октября — Садык Сайранов (59) — Герой Советского Союза.
- 23 октября — Филипп Усачёв (68) — военный лётчик, подполковник, Герой Советского Союза.
- 23 октября — Энн Элдер (58) — австралийская поэтесса, писательница и балерина.
- 24 октября — Андрей Дурновцев (53) — Герой Советского Союза.
- 24 октября — Георгий Романенко (58) — Герой Советского Союза.
- 24 октября — Яков Хотенко — советский военный деятель, бригинтендант.
- 24 октября — Иван Хромов (79) — Герой Советского Союза.
- 25 октября — Рэймон Кено (73) — выдающийся французский писатель, поэт, эссеист, переводчик.
- 26 октября — Иван Иванов (72) — советский политический деятель, 1-й секретарь Фрунзенского городского комитета КП(б) — КП Киргизии (1950—1958).
- 26 октября — Сергей Ряснянский — русский офицер, полковник Генерального штаба.
- 27 октября — Фёдор Осташенко (80) — Герой Советского Союза.
- 27 октября — Лаврентий Царенко (62) — Герой Советского Союза.
- 28 октября — Иван Вовченко (71) — советский военный деятель, Генерал-майор танковых войск.
- 29 октября — Константин Васильев (34) — русский художник, широко известный своими работами на былинно-мифологические темы; трагически погиб.
- 30 октября — Александр Анищенко (59) — участник Великой Отечественной войны, Герой Советского Союза.
- 30 октября — Николай Пивнюк (59) — подполковник Советской Армии, участник Великой Отечественной войны, Герой Советского Союза.

## Ноябрь
- 1 ноября — Степан Королевский (72) — советский историк.
- 1 ноября — Исай Лернер — украинский советский учёный-медик, терапевт и аллерголог.
- 4 ноября — Дин Диксон (61) — американский дирижёр.
- 6 ноября — Александр Жидких (51) — Герой Советского Союза.
- 6 ноября — Александр Цирлин (73) — советский военный деятель.
- 7 ноября — Сергей Налимов (62) — Герой Советского Союза.
- 8 ноября — Пётр Горемыкин (74) — советский государственный деятель.
- 9 ноября — Розина Левина (96) — американская пианистка и музыкальный педагог еврейского происхождения.
- 12 ноября — Борис Захава (80) — советский актёр, режиссёр, народный артист СССР.
- 12 ноября — Григорий Комаров (63) — участник Великой Отечественной войны, Герой Советского Союза.
- 13 ноября — Алексей Козаченко (54) — полковник Советской Армии, участник Великой Отечественной войны, Герой Советского Союза.
- 13 ноября — Александр Нечаев (63) — Полный кавалер Ордена Славы.
- 15 ноября — Жан Габен (72) — выдающийся французский киноактёр, актёр театра.
- 16 ноября — Иван Собянин — Герой Советского Союза.
- 18 ноября — Андрей Белоусов (70) — Полный кавалер ордена Славы.
- 19 ноября — Станислав Ваупшасов (77) — советский разведчик, Герой Советского Союза.
- 20 ноября — Трофим Лысенко (78) — советский агроном, основатель и представитель так наз. мичуринской агробиологии.
- 20 ноября — Александр Хазин (64) — русский советский прозаик, поэт, сценарист, драматург, сатирик.
- 21 ноября — Николай Акулов (75) — советский физик, специалист в области ферромагнетизма, академик Академии наук БССР.
- 21 ноября — Борис Долин (73) — советский режиссёр и сценарист научно-популярного кино, педагог.
- 22 ноября — Михаил Берман (68) — советский промышленный деятель, инженер-станкостроитель, Герой Социалистического Труда.
- 22 ноября — Филипп Желюк (71) — председатель колхоза имени А. В. Суворова Тульчинского района Винницкой области УССР.
- 22 ноября — Василий Шугаев (71) — Герой Советского Союза.
- 23 ноября — Андре Мальро (75) — французский писатель, культуролог, герой Французского Сопротивления, министр культуры в правительстве де Голля (1958—1969).
- 24 ноября — Фёдор Компанеец (58) — Герой Советского Союза.
- 24 ноября — Ежи Меркель (95) — французский художник.
- 25 ноября — Михаил Гуревич (83) — выдающийся советский инженер-авиаконструктор, соруководитель ОКБ-155.
- 27 ноября — Степан Никитин (71) — Герой Советского Союза.
- 28 ноября — Александр Репин (73) — советский военачальник.
- 30 ноября — Иван Якубовский (64) — советский военачальник, Маршал Советского Союза, дважды Герой Советского Союза.

## Декабрь
- 1 декабря — Григорий Гольдберг (68) — советский шахматист, мастер спорта СССР.
- 2 декабря — Виктор Безценный (52) — Герой Советского Союза.
- 3 декабря — Александр Новиков (76) — Герой Советского Союза.
- 4 декабря — Иван Аверьянов (55) — Герой Советского Союза.
- 4 декабря — Эдвард Бенджамин Бриттен (63) — британский композитор, дирижёр и пианист.
- 4 декабря — Пётр Ефремов (51) — Герой Советского Союза.
- 4 декабря — Олесь Чишко (81) — украинский и русский советский композитор.
- 6 декабря — Кейси Робинсон (73) — американский сценарист, автор сценариев экранизаций.
- 8 декабря — Георгий Козьмин (73) — начальник Главного управления кораблестроения ВМФ, участник Великой Отечественной войны, вице-адмирал-инженер.
- 10 декабря — Гуго Глязер (95) — австрийский переводчик, журналист, публицист и общественный деятель.
- 10 декабря — Анатолий Сироткин (63) — Герой Советского Союза.
- 12 декабря — Валентин Карлов (52) — Герой Советского Союза.
- 12 декабря — Алексей Туманов (67) — советский учёный-материаловед.
- 13 декабря — Тигран Горгиев — советский шахматный композитор.
- 14 декабря — Николай Асмыкович (60) — Полный кавалер ордена Славы.
- 14 декабря — Владимир Комаров (72) — Герой Советского Союза.
- 14 декабря — Серафим Кулачиков (72) — якутский советский поэт, переводчик. Народный поэт Якутии.
- 14 декабря — Пётр Распопов (64) — Герой Советского Союза.
- 16 декабря — Василий Жильцов (67) — участник Великой Отечественной войны, командир звена торпедных катеров 1-го гвардейского дивизиона торпедных катеров бригады торпедных катеров Балтийского флота, гвардии капитан 3-го ранга, Герой Советского Союза.
- 16 декабря — Николай Молчанов (60) — Герой Советского Союза.
- 17 декабря — Владимир Гайдаров (83) — советский актёр, заслуженный артист РСФСР.
- 17 декабря — Мария Заболоцкая (89) — медицинский работник, экскурсовод, музейный работник, писатель-беллетрист.
- 19 декабря — Владимир Луцкий (58) — Герой Советского Союза.
- 20 декабря — Александр Кроник — военачальник, историк, журналист, гвардии генерал-майор.
- 20 декабря — Иосиф Мащак (67) — один из лидеров Организации украинских националистов.
- 22 декабря — Андрей Герасименко (56) — Полный кавалер ордена Славы.
- 23 декабря — Павел Лапшин (56) — Герой Советского Союза.
- 24 декабря — Виктор Станицын (79) — советский актёр театра и кино, театральный режиссёр и педагог.
- 26 декабря — Амиранашвили, Пётр Варламович (69) — советский грузинский оперный певец, народный артист СССР.
- 26 декабря — Пётр Артемьев (62) — советский военачальник, генерал-майор танковых войск.
- 26 декабря — Леонид Беда (56) — дважды Герой Советского Союза, заслуженный военный лётчик СССР, генерал-лейтенант авиации.
- 26 декабря — Дмитрий Кленовский (83) — русский поэт и журналист, эмигрант.
- 26 декабря — Фёдор Сурганов (65) — советский, белорусский партийный и государственный деятель.
- 28 декабря — Алексей Мусатов (65) — русский советский писатель.
- 28 декабря — Сергей Толстов (69) — советский историк, этнограф, археолог.
- 29 декабря — Иван Белинский (100) — российский и советский инженер-фортификатор, генерал-майор инженерно-технической службы.
- 30 декабря — Никита Кривошеин (68) — начальник и главный конструктор московского ЦКБ тяжёлого машиностроения.
- 31 декабря — Борис Махотин (55) — Герой Советского Союза.
- 31 декабря — Пётр Пискарев (64) — советский военачальник, генерал-майор танковых войск.
- 31 декабря — Иван Пономарёв (70) — Герой Социалистического Труда.
- 31 декабря — Павел Симоненко (56) — полный кавалер ордена Славы.
- Декабрь — Али-Акбар Зарфам, иранский политик, министр (род. 1911).